# Demetria Washington
Demetria Washington (31 de dezembro  de 1979) é uma ex-velocista norte-americana especialista nos 400 m rasos, campeã mundial no revezamento 4x400 metros. Ganhou a medalha de ouro no Campeonato Mundial de Atletismo de 2003 em Paris com Me'Lisa Barber, Jearl Miles Clark e Sanya Richards.